# Francesco Raselli
Francesco Raselli (Le Prese bij Poschiavo, 28 maart 1948 – Giswil, 28 september 1983) was een Zwitsers componist, muziekpedagoog, hoornist en organist.

## Levensloop
Raselli's familie vertrok kort naar zijn geboorte naar Sarnen. Hier groeide hij op en kreeg zijn eerste muzieklessen. Raselli studeerde hoorn en orgel aan het Konservatorium für Klassik und Jazz te Zürich. In 1971 won hij een internationale hoorn-wedstrijd te Genève. Verder studeerde hij aan de Folkwang Hochschule in Essen bij Hermann Baumann. 
Hij was hoornist in verschillende orkesten hoornist, zoals in het Orkest van de Süddeutscher Rundfunk in Stuttgart en van 1975 tot 1981 solo hoornist bij het Radio-Sinfonie-Orchester Basel. Vanaf 1981 was hij freelance solist, kamermusicus (Camerata Luzern, Schweizer Bläsersolisten) en componist. 
Raselli was muziekdocent voor hoorn aan de Musikhochschule Luzern in Luzern. Tot zijn leerlingen behoren onder anderen Walter Dillier, Joseph Koller, Lukas Christinat, Christian Lampert, Reinhard Turi, Martin Roos en Fridolin von Ah. Als componist liet hij rond 40 werken achter, vooral voor harmonieorkest. 

## Composities

### Werken voor harmonieorkest
- 1982 Jubiläumsmarsch, voor harmonieorkest
- 1982 Tagebuch, voor groot klarinetensemble (16 klarinetten) en contrabas
- Älplerchilbi Tänze  (gecomponeerd voor de «Niinermuisig» Sarnen)
  1. Älplerchilbi Galopp
  2. Anäli, muesch nid truirig si
  3. Wer nid will, hed gha (Schatobriang)
  4. Suiri Milch
- Für Eva, Ländler
- Für Magdalena  (gecomponeerd voor de «Niinermuisig» Sarnen)
- Für Maria, Allegro
- Intermezzo per otto clarinetti

### Muziektheater

#### Toneelmuziek
- Suite zu "Bruäder Chlais", toneelmuziek       
  1. Ouverture
  2. Langsam
  3. Intermezzo
  4. Sehr bewegt
  5. Breit
  6. Allegro

### Kamermuziek
- 1972-1974 Septett 1972/74, voor klarinet, fagot, hoorn, viool, altviool, cello, contrabas
- 1978 Intermezzo in Es groot, voor hoorn en orgel
- Für Magdalena, voor bugel en orgel
- Kwintet, voor 2 trompetten, hoorn, trombone en tuba
  1. Andante, Allegro
  2. Romance
  3. Menuett
  4. Finale